# ويليام ماثيوس
ويليام ماثيوس (بالبرتغالية: William Matheus‏) (2 أبريل 1990 بريو دي جانيرو في البرازيل - ) هو لاعب كرة قدم برازيلي في مركز الظهير. لعب مع نادي بالميراس ونادي باهيا ونادي تولوز ونادي غوياس ونادي فاسكو دا غاما ونادي فيغورينسي ونادي تومبينس وEsporte Clube Democrata ‏ وAssociação Botafogo Futebol Clube ‏ وSociedade Boca Júnior Futebol Clube ‏.

## وصلات خارجية
- ويليام ماثيوس على موقع رابطة كرة القدم اليابانية للمحترفين (اليابانية)
- ويليام ماثيوس على موقع رابطة كرة القدم الفرنسية للمحترفين (الإنجليزية)
- ويليام ماثيوس على موقع قاعدة بيانات كرة القدم.إي يو (الإنجليزية)
- ويليام ماثيوس على موقع Soccerway.com (الإنجليزية)
- ويليام ماثيوس على موقع عالم كرة القدم.نت (الإنجليزية)
- ويليام ماثيوس على موقع AS.com (الإسبانية)